# Spondylosaurus
Spondylosaurus là một chi thằn lằn cổ rắn, được Fisher mô tả khoa học năm 1845.